# Інгулець-3
Футбольний клуб «Інгулець-3» — колишній аматорський футбольний клуб із смт Петрове Кіровоградської області. Фарм-клуб «Інгульця».

## Історія клубу
«Інгулець-3» був заснований 2016 року, після того, як за підсумками сезону 2015/16 «Інгулець» вийшов до Першої ліги, а «Інгулець-2» отримав професіональний статус і був заявлений до Другої ліги, тому в аматорський чемпіонат на наступний сезон заявили «Інгулець-3».
Команда була сформована із гравців, які раніше не мали професіонального статусу.
21 серпня 2016 року команда дебютувала в аматорському чемпіонаті України домашнім матчем проти ФК «Металіст 1925». Дебютний поєдинок команда програла з рахунком 1:2. Але зрештою вже в жовтні 2016 року команду було ліквідовано, а результати матчів за її участю анульовано.

## Досягнення
- Кубок Кіровоградської області
  -  Володар: 2016[6]